# Amanda Bauer
Amanda Elaine Bauer (née le 26 mai 1979) est une astronome et communicatrice scientifique américaine. Elle est directrice adjointe et responsable des sciences à l'observatoire Yerkes, dans le Wisconsin. Elle a précédemment travaillé à Tucson, en Arizona, comme responsable de l'éducation pour le Large Synoptic Survey Telescope. Entre 2013 et 2016, elle a été astronome au sein de l'Observatoire astronomique australien (AAO). Ses recherches portent sur la formation des galaxies et l'arrêt soudain de la création de nouvelles étoiles.

## Jeunesse et éducation
Bauer a grandi à Cincinnati, dans l'Ohio. Elle s'intéressait à l'astronomie depuis son plus jeune âge et aimait le club de mathématiques au lycée, mais à l'époque, elle n'envisageait pas que cela puisse devenir une carrière. À l'université de Cincinnati, elle s'est d'abord spécialisée en français, mais elle s'est orientée vers les sciences après avoir essayé sans succès d'organiser des études à l'étranger. Son université n'avait pas de département d'astronomie, elle s'est donc spécialisée en physique. Tout en poursuivant ses études de premier cycle, elle a effectué un stage étudiant au Sloan Digital Sky Survey de 2000 à 2002,. Elle a obtenu un Bachelor of Science avec mention très bien en physique de l'université de Cincinnati en 2002.
Bauer a immédiatement commencé sa maîtrise en astronomie à l'université du Texas à Austin. C'est là qu'elle a commencé à s'intéresser au domaine qui deviendrait le principal centre d'intérêt de sa carrière de recherche : la formation et l'évolution des galaxies. Elle a obtenu une maîtrise en sciences en 2004 et a commencé à étudier pour un doctorat en astrophysique, toujours à l'université du Texas à Austin. Cela comprenait un travail en tant qu'associée de recherche à l'Institut Max-Planck de physique extraterrestre en Allemagne en 2006, et à l'observatoire Gemini au Chili en 2007. Elle a obtenu son doctorat en 2008, avec sa thèse intitulée Star-Forming Galaxies Growing Up Over the Last Ten Billion Years.

## Carrière de chercheuse

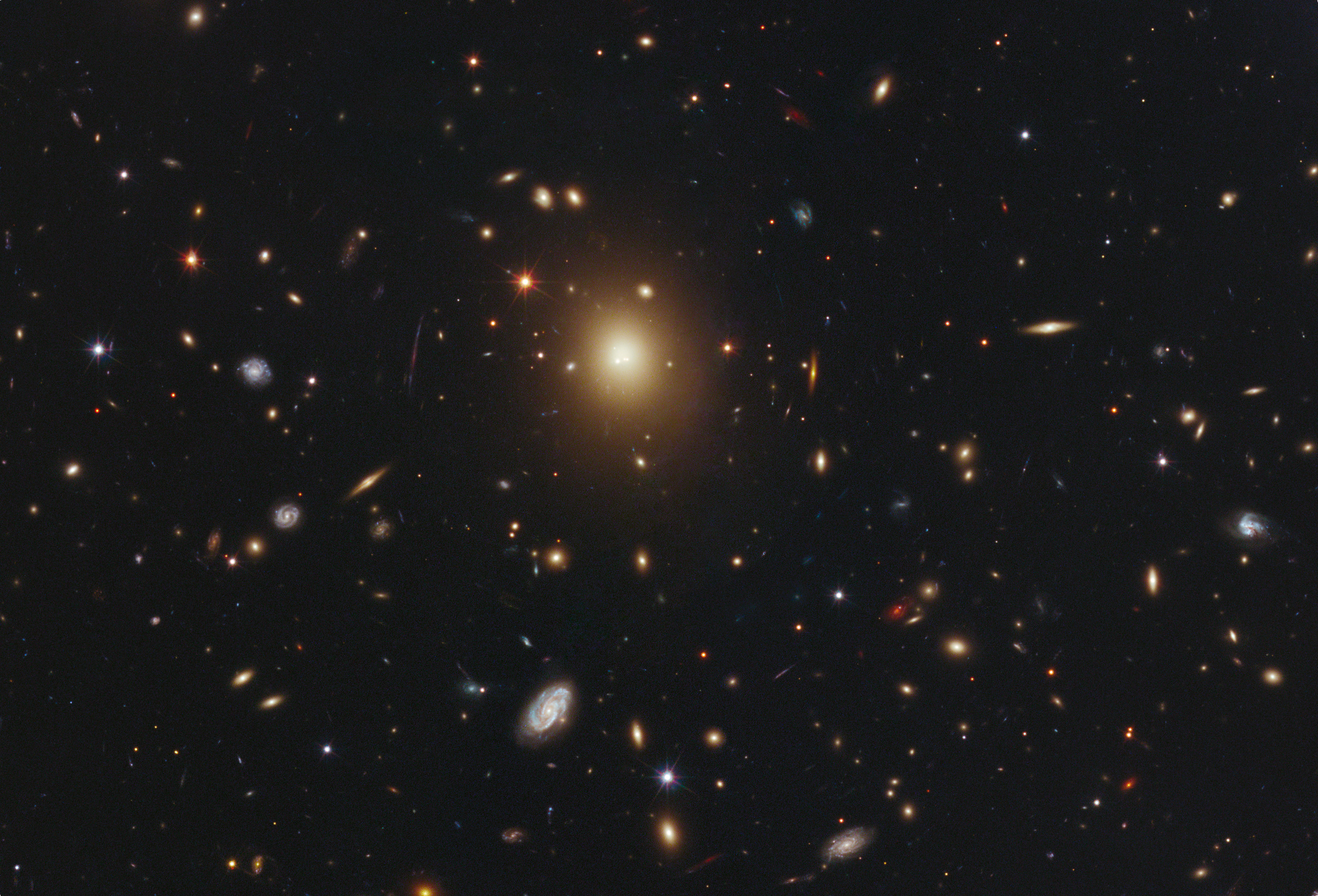
La position d'une galaxie au sein d'un amas tel que celui-ci (Abell 2261) affecte la manière dont elle peut former de nouvelles étoiles.

Après avoir terminé son doctorat, Bauer a accepté une bourse postdoctorale à l'université de Nottingham (de septembre 2008 à novembre 2010). Une fois son doctorat terminé, elle a déménagé en Australie pour suivre une bourse avec le Conseil australien de la recherche avec une thèse intitulée Super Science Fellowship de trois ans, travaillant à l'AAO.
À la fin de cette bourse en novembre 2013, Bauer a pris le poste d'astronome de recherche à l'AAO. Son domaine de recherche étudie les processus par lesquels les galaxies se forment, et en particulier pourquoi elles finissent par cesser de créer de nouvelles étoiles. Afin d'explorer la manière dont les galaxies se construisent dans les diverses structures que nous voyons aujourd'hui, elle analyse des relevés systématiques de centaines de milliers de galaxies, à la recherche d'indices indiquant quels processus physiques régulent les taux de formation de nouvelles étoiles dans des galaxies soumises à différentes conditions.
En 2012, elle a publié les résultats d'une étude sur l'évolution des étoiles au sein de galaxies qui sont elles-mêmes membres d'amas de galaxies, réalisée à l'observatoire Gemini à Hawaï. Cette recherche a montré que la position d'une galaxie au sein d'un amas galactique affectait l'évolution stellaire au sein de cette galaxie : plus une galaxie est proche du centre d'un amas, plus vite elle cesse de former de nouvelles étoiles. L'interprétation de ce résultat est que près du centre de l'amas, le grand nombre de galaxies voisines proches s'influencent mutuellement par gravitation pour produire une mer de gaz chaud, et que le gaz chaud semble être le facteur limitant qui contraint la formation de nouvelles étoiles. Les fusions de galaxies jouent également un rôle : ses prévisions sur la manière dont notre propre galaxie, la Voie lactée, fusionnera avec la galaxie d'Andromède et les nuages de Magellan dans plusieurs milliards d'années ont suscité de nouvelles études sur la manière dont cela affectera les taux de formation d'étoiles localement.
En février 2015, le service arXiv de l'université Cornell recense 61 publications de ses recherches astronomiques dans des revues à comité de lecture, principalement dans les catégories Astrophysics of Galaxies ou Cosmology. Elle a présenté ses découvertes lors de conférences et d'institutions professionnelles internationales, notamment la réunion scientifique annuelle de la Société astronomique d'Australie (en) en juillet 2011, le planétarium Adler de Chicago en septembre 2013 et l'atelier sur les techniques d'observation d'AusGO (Australian Gemini Office) en avril 2014.

## Sensibilisation du public

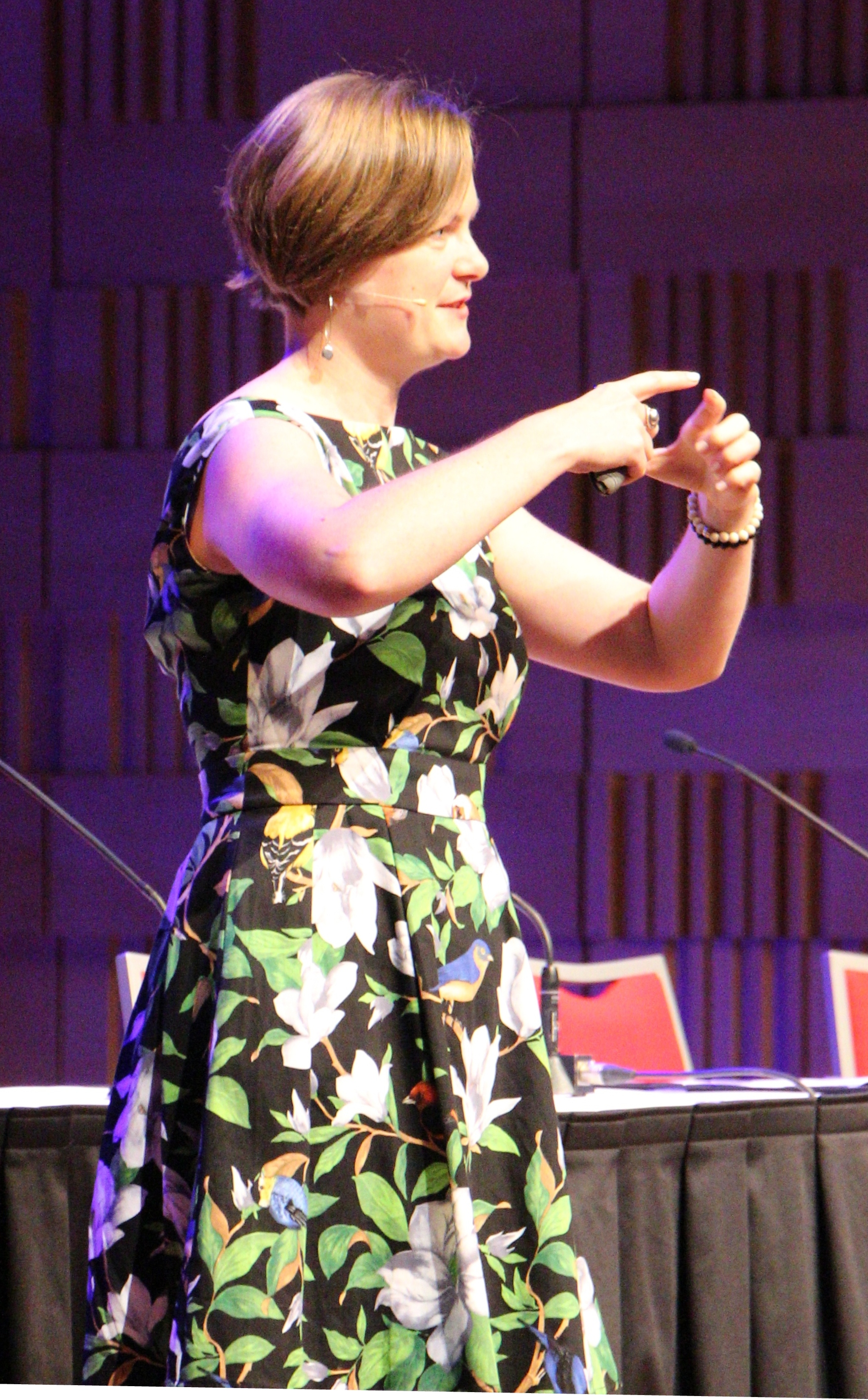
Amanda Bauer donne une présentation publique en novembre 2014.

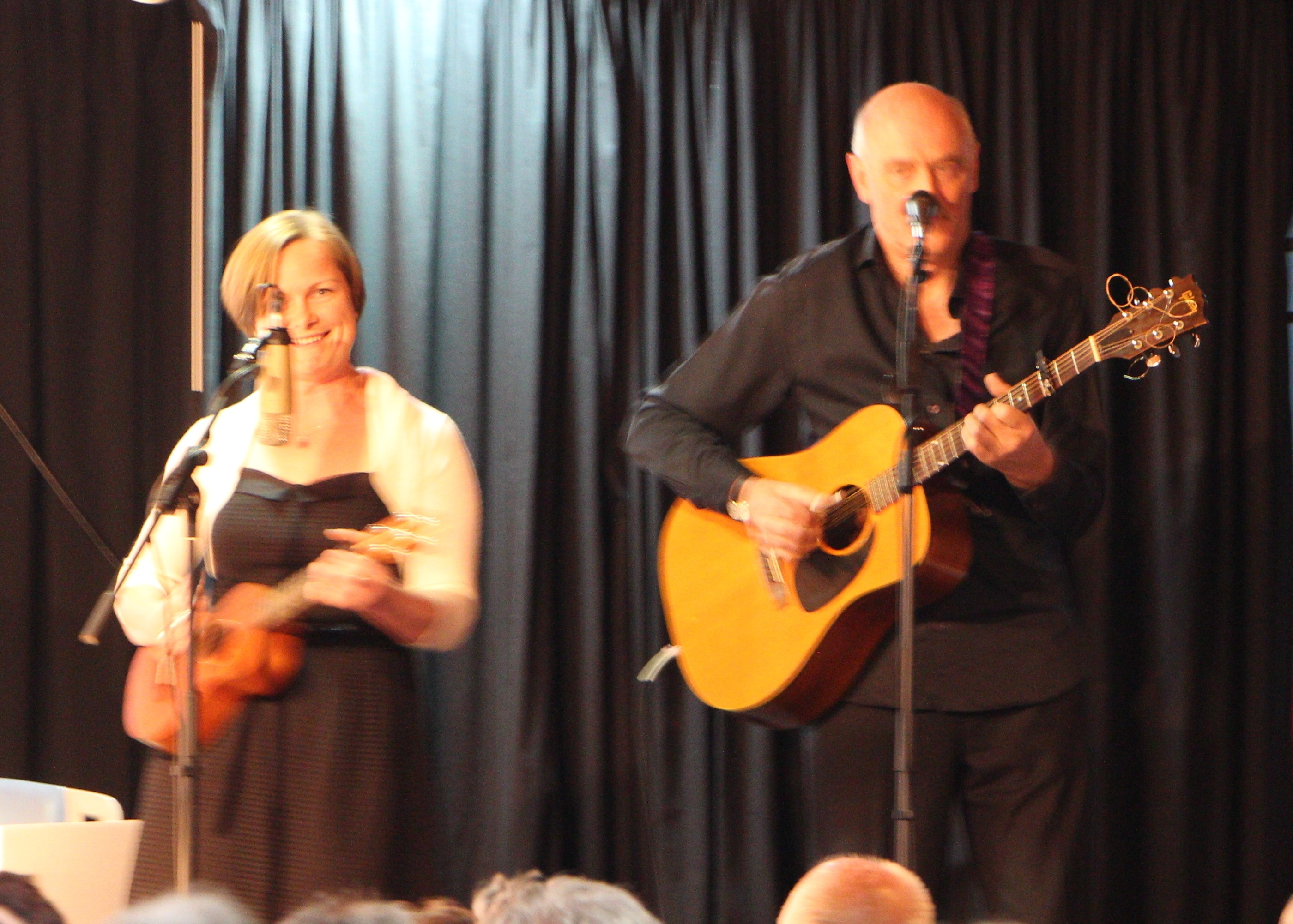
Amanda Bauer (avec un ukulélé) et (avec une guitare) offrent un interlude musical lors des célébrations du 40e anniversaire du télescope anglo-australien en 2014.

Bauer a commencé à s'impliquer dans la sensibilisation organisée du public dans le cadre d'un projet intitulé Sixty Symbols of Physics and Astronomy lors de son stage postdoctoral à l'université de Nottingham. Elle a contribué à des entretiens réguliers dans le cadre de cette série de 2009 à 2011,. Après avoir quitté Nottingham, elle a continué ses activités de sensibilisation de manière informelle avec son blog « Astropixie ».
En 2013, alors qu'elle travaillait à l'AAO, en plus de son rôle de chercheuse, Bauer est devenue la première responsable officielle de la sensibilisation de l'AAO. L'objectif de ce rôle est de « développer des stratégies pour capturer et communiquer l'enthousiasme des nouvelles découvertes astronomiques et des prouesses d'ingénierie innovantes qui se produisent au sein de l'AAO et de la communauté astronomique ». Elle gère la présence en ligne de l'AAO, en particulier les médias sociaux en utilisant sa chaîne Facebook, Twitter et YouTube, ainsi que la collection croissante de vidéos en ligne de l'AAO pour le public. Elle travaille également avec des médias plus conventionnels en agissant comme contact média de l'AAO et en publiant des communiqués de presse, édite le bulletin d'information AAO Observer, donne des conférences publiques, écrit des articles scientifiques pour plusieurs publications, visite des écoles, parle aux membres du parlement, et a organisé une exposition photographique publique. L’importance de son rôle de sensibilisation est devenue particulièrement évidente en janvier 2013 lorsque des feux de brousse ont menacé les installations astronomiques au sommet de la montagne Siding Spring : Bauer était le contact avec les médias garantissant que les dernières informations étaient disponibles.
Depuis mars 2012, Bauer est co-animatrice experte régulière du podcast Titanium Physicists. En mars 2017, elle a lancé un nouveau podcast, Cosmic Vertigo avec le co-animateur Alan Duffy (en).
Bauer est une invitée régulière sur ABC Radio (en) et ABC News, une rédactrice invitée pour le magazine australien Sky & Telescope, une rédactrice invitée et contact astronomique pour le magazine Cosmos (en), astrophysicienne vedette dans les séries vidéo Deep Sky Videos et Sixty Symbols of Physics and Astronomy. Ses présentations en direct ont été faites devant le public, les organisations astronomiques et les groupes scolaires, avec un public allant jusqu'à 350 personnes lors de la convention nationale des sceptiques australiens en novembre 2014. Elle enseigne le programme Scientists in Schools pour les élèves de 8 à 12 ans et les cours d'astronomie CAASTRO in the Classroom à environ 100 élèves. Pendant son temps libre, elle tient également son propre blog « astropixie » et son fil Twitter sur l'astronomie.
Elle joue également un rôle actif en aidant d'autres astronomes à développer leurs propres compétences en communication scientifique, en organisant des ateliers et en donnant des conférences à des professionnels, notamment à l'ASA Harley Wood School en juillet 2014, à l'AAO Colloquium on Outreach en mars 2014 et à « dotAstronomy : Networked Astronomy and New Media » à Boston en septembre 2013. Elle est la directrice de « dotAstronomy 7 » qui s'est tenu à Sydney en novembre 2015.
En 2014, la Société astronomique d'Australie (en) a reconnu ses contributions à la sensibilisation du public en l'élisant au comité directeur de son chapitre Éducation et sensibilisation du public (EPOC) pour un mandat de deux ans.
Début 2017, Bauer est revenue aux États-Unis et a rejoint le Large Synoptic Survey Telescope (LSST, rebaptisé plus tard Vera C. Rubin Observatory) en tant que responsable de l'éducation et de la sensibilisation du public,. En décembre 2019, elle a également assumé le rôle de directrice adjointe par intérim des opérations du LSST.
En mai 2022, l'observatoire Yerkes a annoncé qu'elle avait été nommée directrice adjointe et responsable des sciences et de l'éducation, à compter de juillet. Dans ce nouveau rôle, elle dirige les programmes scientifiques, de recherche, d'exploitation des télescopes et d'éducation de l'observatoire.

## Vie personnelle
Bauer aime la musique acoustique en direct, le camping, la randonnée et la natation. Elle dit que « le meilleur de tous les mondes, c'est quand elle va camper dans des festivals de musique, profiter de la compagnie, de la bonne musique, des feux de camp et dormir à la belle étoile. »,.
En février 2016, elle a donné naissance à une fille, Ida Luna.

## Publications sélectionnées
- Co-chaired the Australian Astronomy Decadal Plan Working Group 3.2 on Education, Outreach, and Careers[Traduire passage][30]
- (en) A. E. Bauer, A. M. Hopkins et al., « Galaxy And Mass Assembly (GAMA): Linking Star Formation Histories and Stellar Mass Growth », Monthly Notices of the Royal Astronomical Society, vol. 434, no 1,‎ 2013, p. 209 (DOI 10.1093/mnras/stt1011, Bibcode 2013MNRAS.434..209B, arXiv 1306.2424, S2CID 10680203)
- (en) A. E. Bauer, R. Grützbauch, I. Jorgensen, J. Varela et M. Bergmann, « Star Formation in the XMMU J2235.3-2557 Galaxy Cluster at z = 1:39 », Monthly Notices of the Royal Astronomical Society, vol. 411, no 3,‎ 2011, p. 2009B (DOI 10.1111/j.1365-2966.2010.17828.x, Bibcode 2011MNRAS.411.2009B, arXiv 1010.1238, S2CID 119268712)
- (en) A. E. Bauer, C. J. Conselice, P.G. Pérez-González, R. Grützbauch, A.F.L. Bluck, F. Buitrago et A. Mortlock, « Star Formation in a Stellar Mass Selected Sample of Galaxies to z = 3 from the GOODS NICMOS Survey », Monthly Notices of the Royal Astronomical Society, vol. 417, no 289,‎ 2011, p. 289 (DOI 10.1111/j.1365-2966.2011.19240.x, Bibcode 2011MNRAS.417..289B, arXiv 1106.2656, S2CID 53357504, lire en ligne [PDF])
- (en) A. E. Bauer, N. Drory, G.J. Hill et G. Feulner, « Specific Star Formation Rates to Redshift 1.5 », The Astronomical Journal, vol. 621, no 1,‎ 2005, L89–92 (DOI 10.1111/j.1365-2966.2011.19240.x, Bibcode 2011MNRAS.417..289B, arXiv 1106.2656, S2CID 53357504)

## Prix et reconnaissances
- 2016 : Profil de carrière STEM présenté dans le numéro inaugural de Science News[31].
- 2015 : Vainqueur (l'une des cinq) du concours Top 5 de moins de 40 ans organisé par l'UNSW et Radio National (en) « pour découvrir la nouvelle génération de communicateurs scientifiques passionnés d'Australie »[32].
- 2015 : Prix de sensibilisation communautaire à la physique de l'Institut australien de physique de Nouvelle-Galles du Sud (en).
- 2014 - 2016 : Membre du comité directeur du chapitre Education et sensibilisation du public de la Société astronomique d'Australie (en) (EPOC)[23]
- 2010-  2013 : Bourse ARC Super Science à l'AAO[33]
- 2013 : Nommée pour le prix d'excellence en innovation du ministère de l'Industrie
- Membre du comité de la Société astronomique d'Australie[34]
- 2012 : Finaliste national au concours Fresh Science Media[8]
- 2012 : Représentation de la Société astronomique d'Australie à Science Meets Parliament[15]
- 2009 : Bourse stratégique de la British Science Association
- 2006, 2007 : Bourse d'études supérieures NASA/Texas Space Grant Consortium